# باردو (النرويج)
باردو (بالنرويجية: Bardu)‏ هي بلدية في مقاطعة ترومس، النرويج. المركز الإداري للبلدية هي قرية سيترمون، وهي أكبر منطقة حضرية في البلدية.
تقع أكبر حامية عسكرية للنرويج في سيترمون. الجيش هو أكبر جهة توظيف في البلدية، حيث يؤدي أكثر من 1,000 جندي شاب واجب الخدمة فيها كل عام.

## المناخ
يظهر الجدول التالي التغييرات المناخية على مدار السنة لباردو:
| البيانات المناخية لـباردو                  | البيانات المناخية لـباردو | البيانات المناخية لـباردو | البيانات المناخية لـباردو | البيانات المناخية لـباردو | البيانات المناخية لـباردو | البيانات المناخية لـباردو | البيانات المناخية لـباردو | البيانات المناخية لـباردو | البيانات المناخية لـباردو | البيانات المناخية لـباردو | البيانات المناخية لـباردو | البيانات المناخية لـباردو | البيانات المناخية لـباردو |
| الشهر                                      | يناير                     | فبراير                    | مارس                      | أبريل                     | مايو                      | يونيو                     | يوليو                     | أغسطس                     | سبتمبر                    | أكتوبر                    | نوفمبر                    | ديسمبر                    | المعدل السنوي             |
| ------------------------------------------ | ------------------------- | ------------------------- | ------------------------- | ------------------------- | ------------------------- | ------------------------- | ------------------------- | ------------------------- | ------------------------- | ------------------------- | ------------------------- | ------------------------- | ------------------------- |
| المتوسط اليومي °م (°ف)                     | −10.3 (13.5)              | −8.8 (16.2)               | −5.3 (22.5)               | −0.2 (31.6)               | 5.6 (42.1)                | 10.6 (51.1)               | 13.1 (55.6)               | 11.5 (52.7)               | 6.4 (43.5)                | 1.2 (34.2)                | −5.2 (22.6)               | −8.8 (16.2)               | 0.8 (33.4)                |
| الهطول مم (إنش)                            | 73 (2.9)                  | 67 (2.6)                  | 45 (1.8)                  | 42 (1.7)                  | 35 (1.4)                  | 49 (1.9)                  | 69 (2.7)                  | 79 (3.1)                  | 79 (3.1)                  | 106 (4.2)                 | 75 (3.0)                  | 78 (3.1)                  | 797 (31.4)                |
| متوسط أيام هطول الأمطار (≥ 1 mm)           | 11.2                      | 11.8                      | 9.6                       | 8.8                       | 8.0                       | 9.7                       | 12.4                      | 13.2                      | 13.7                      | 13.9                      | 11.8                      | 12.6                      | 136.7                     |
| المصدر: Norwegian Meteorological Institute |                           |                           |                           |                           |                           |                           |                           |                           |                           |                           |                           |                           |                           |

## معرض صور

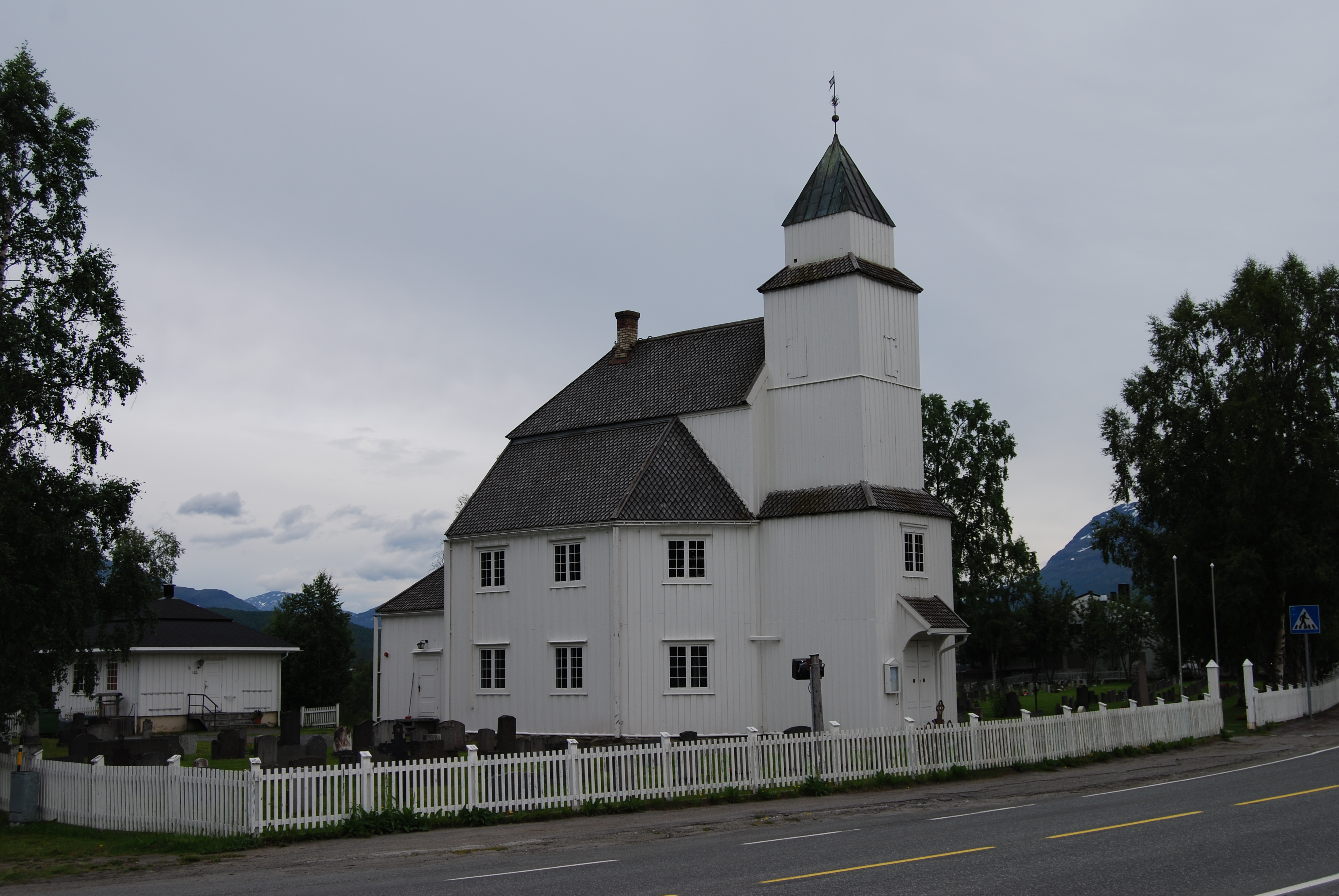
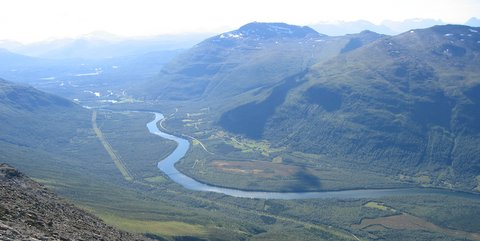
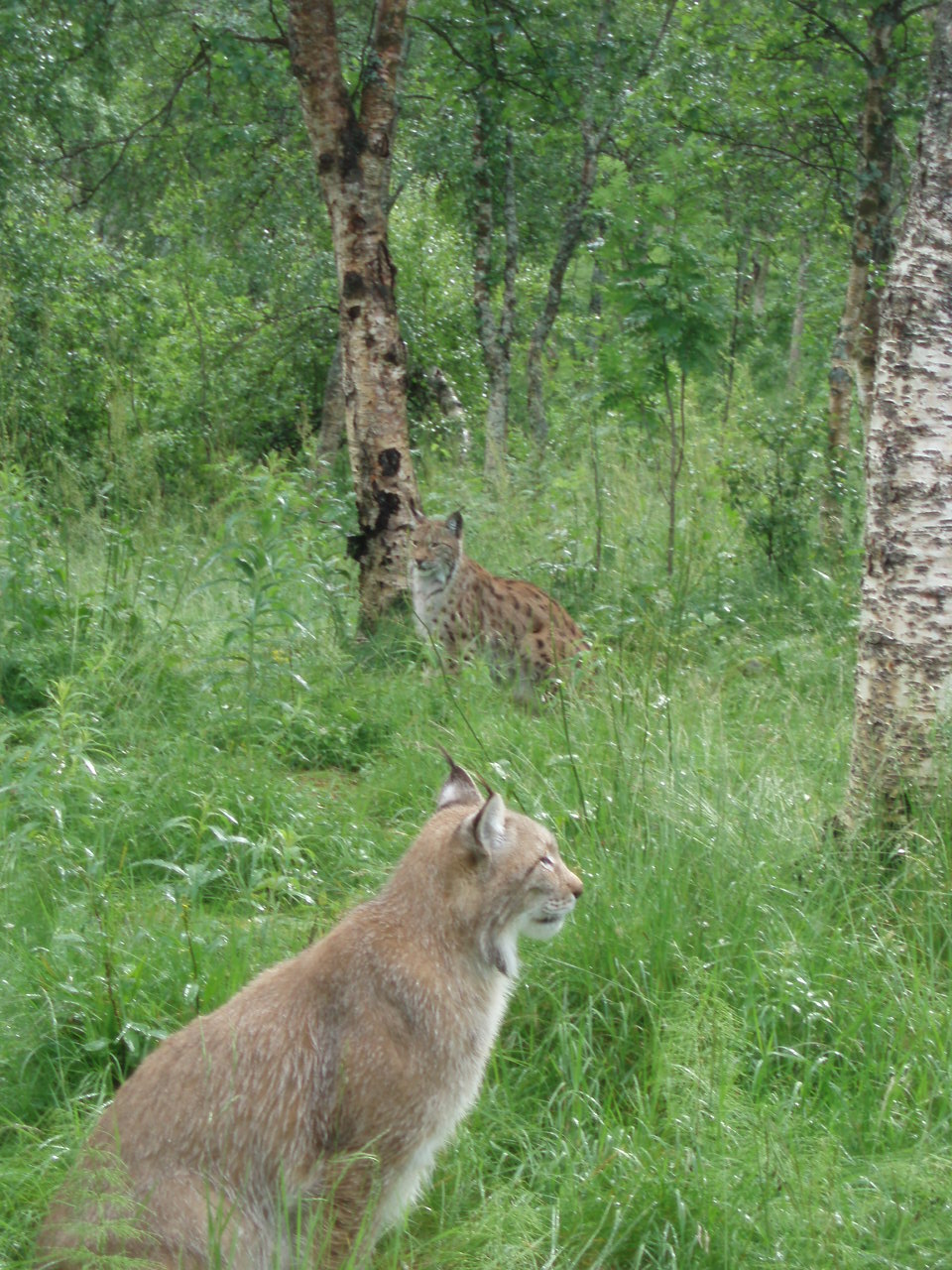